# Kate Warne
Kate Warne (1833 - 28 de janeiro de 1868) foi uma policial, conhecida como a primeira detetive mulher nos Estados Unidos, pela Agência Nacional de Detetives Pinkerton. Ela teve participação na descoberta da Conspiração de Baltimore de 1861 contra o presidente eleito Abraham Lincoln, ficou no comando de uma equipe nova de detetives particulares mulheres a pedido de Allan Pinkerton, e fez parte no trabalho de inteligência para a União durante a Guerra Civil Americana.